# Lamurde
Lamurde, (en Yoruba Agbègbè Ìjọba Ìbílẹ̀ Lamurde), est une zone de gouvernement local dans l'État d'Adamawa au Nigeria. 

## Source
- (en) Cet article est partiellement ou en totalité issu de l’article de Wikipédia en anglais intitulé « Lamurde » (voir la liste des auteurs).